# NGC 3807
NGC 3807 est une étoile située dans la constellation du Lion. l'astronome irlandais R. J. Mitchell  a enregistré la position de cette étoile 27 mars 1856.
Note : les bases de données Simbad et Hyperleda indique que NGC 3807 est la galaxie NGC 3806,.